# Yves Van Damme
Yves Van Damme is een Belgisch voormalig bowler.

## Levensloop
Van Damme behoorde tot het 'team of five' (voorts samengesteld uit Roger Pieters, Gery Verbruggen, Yves Van Eijken, Jean-Marc Lebon en Peter Boone) dat brons won op de Europese kampioenschappen van 1993 te Malmö.